# Jefferson (condado de Jefferson, Wisconsin)
Jefferson es un pueblo ubicado en el condado de Jefferson en el estado estadounidense de Wisconsin. En el Censo de 2010 tenía una población de 2.178 habitantes y una densidad poblacional de 19,58 personas por km².

## Geografía
Jefferson se encuentra ubicado en las coordenadas 42°58′22″N 88°47′13″O / 42.97278, -88.78694. Según la Oficina del Censo de los Estados Unidos, Jefferson tiene una superficie total de 111.26 km², de la cual 110.1 km² corresponden a tierra firme y (1.04%) 1.16 km² es agua.

## Demografía
Según el censo de 2010, había 2.178 personas residiendo en Jefferson. La densidad de población era de 19,58 hab./km². De los 2.178 habitantes, Jefferson estaba compuesto por el 97.2% blancos, el 0.55% eran afroamericanos, el 0.73% eran amerindios, el 0.83% eran asiáticos, el 0% eran isleños del Pacífico, el 0.23% eran de otras razas y el 0.46% pertenecían a dos o más razas. Del total de la población el 2.53% eran hispanos o latinos de cualquier raza.